# Banastás (kommunhuvudort)
Banastás är en kommunhuvudort i Spanien.   Den ligger i provinsen Provincia de Huesca och regionen Aragonien, i den nordöstra delen av landet, 300 km nordost om huvudstaden Madrid. Banastás ligger 534 meter över havet och antalet invånare är 260.
Terrängen runt Banastás är platt åt sydväst, men åt nordost är den kuperad.Runt Banastás är det tätbefolkat, med 266 invånare per kvadratkilometer. Närmaste större samhälle är Huesca, 6,1 km sydost om Banastás. Trakten runt Banastás består till största delen av jordbruksmark.